# Roskilde Domprovsti
Roskilde Domprovsti er et provsti i Roskilde Stift.  Provstiet ligger i Roskilde Kommune.
Roskilde Domprovsti består af 17 sogne med 21 kirker, fordelt på 11 pastorater.

## Pastorater
| Pastorater i Roskilde Domprovsti   | Pastorater i Roskilde Domprovsti | Pastorater i Roskilde Domprovsti |
| ---------------------------------- | -------------------------------- | -------------------------------- |
| Ågerup-Kirkerup-Hvedstrup Pastorat | Gadstrup-Snoldelev Pastorat      | Gundsømagle Pastorat             |
| Himmelev Pastorat                  | Jyllinge Pastorat                | Roskilde Dompastorat             |
| Roskilde Søndre Pastorat           | Sankt Jørgensbjerg Pastorat      | Svogerslev Pastorat              |
| Syv-Ørsted-Dåstrup Pastorat        | Vor Frue-Vindinge Pastorat       |                                  |

## Sogne
| Sogne i Roskilde Domprovsti | Sogne i Roskilde Domprovsti | Sogne i Roskilde Domprovsti |
| --------------------------- | --------------------------- | --------------------------- |
| Dåstrup Sogn                | Gadstrup Sogn               | Gundsømagle Sogn            |
| Himmelev Sogn               | Hvedstrup Sogn              | Jyllinge Sogn               |
| Kirkerup Sogn               | Roskilde Domsogn            | Roskilde Søndre Sogn        |
| Sankt Jørgensbjerg Sogn     | Snoldelev Sogn              | Svogerslev Sogn             |
| Syv Sogn                    | Vindinge Sogn               | Vor Frue Sogn               |
| Ørsted Sogn                 | Ågerup Sogn                 |                             |